# 두로
두로(杜路, 생몰년 미상)는 중국 삼국시대 오나라의 장수로 원래 유비 휘하 장수였다. 유비가 형주의 수복을 꾀하여 이릉 대전을 일으켰을 때 참전하였다. 자귀성을 떨어뜨리며 승승장구하던 초반과 달리 육손의 계략에 당하여 촉의 주력부대가 와해당하자 유녕과 함께 오나라에 항복했다. 이 때문에 오나라 장수로 분류한다. 이후에 그가 어떻게 되었는지, 혹은 가족관계는 어찌 되는지 등은 알 수 없다.